# 对角

例：同一个圆弧CD从两个不同的顶点A和B出发的对角

在几何学中，当角的两条射线分别经过弧、线段或曲线段的两个端点时，就说该角被弧、线段或曲线段任何其他段对着(substended)。反之，连接于一个角的两条射线之间的圆弧、线段或曲线段，被称为与该角相对应的对边或者对弧（substension）。有时也说这条弧被该角截（intercepted）或包围（enclosed）。
这一概念的确切的含义因上下文而异。例如，如果角的顶点是圆的圆心，人们可能会说这个角是圆的这条弧所对的角。